# Kevin Shinick
Kevin Thomas Shinick (né le 19 mars 1969 à Merrick, New York) est un acteur, producteur, réalisateur et doubleur, lauréat d'un Emmy Award et d'un Annie Award, également auteur de bandes dessinées et de romans. Il a été l'hôte de la série de PBS Where in Time Is Carmen Sandiego? et est le chef scénariste et producteur de Mad, la comédie à sketches animés. Il a servi comme directeur de création de Robot Chicken Adult Swim, où il était aussi un écrivain et doubleur, et a remporté un Emmy award 2010 pour avoir participé à l'écriture de l'émission Full-Assed Christmas Special.

## Œuvres

### UniversStar Wars
- Le Collectionneur, Pocket, coll. « Star Wars » no 165, 2019 ((en) Force Collector, 2019), trad. Julien Bétan, 304 p.  (ISBN 978-2-266-30085-8)